# Adrama rufithorax
Adrama rufithorax är en tvåvingeart som beskrevs av Malloch 1939. Adrama rufithorax ingår i släktet Adrama och familjen borrflugor. Inga underarter finns listade i Catalogue of Life.